# 아델란토
아델란토(Adelanto)는 캘리포니아주 샌버너디노 군에 위치한 도시로, 인구는 31,765명이다.
내륙 제국의 북부 지역에 있는 모하비 사막의 빅터 밸리 지역에 있는 빅터빌에서 북서쪽으로 약 14km 떨어져 있다.

## 같이 보기
- 주간고속도로 제15호선